# Brusnica
Brusnica (in ungherese Borosnya) è un comune della Slovacchia facente parte del distretto di Stropkov, nella regione di Prešov.